# 屈尔蒂耶
屈尔蒂耶（法語：Curtilles，法語發音：[kyʁtij]）是瑞士沃州的一个市镇，属于布鲁瓦-维利区。屈尔蒂耶的总面积为4.95平方公里，截至2018年12月31日总人口为313人。

## 地理
屈尔蒂耶位于纳沙泰尔湖以南，布鲁瓦河东岸。